# Adam Malicki (weterynarz)
Adam Malicki (ur. 28 lipca 1955 w Brzegu) – polski weterynarz, dr hab. nauk weterynaryjnych, profesor uczelni Katedry Higieny Żywności i Ochrony Zdrowia Konsumenta Wydziału Medycyny Weterynaryjnej Uniwersytetu Przyrodniczego we Wrocławiu.

## Życiorys
W 1980 ukończył studia weterynaryjne w Akademii Rolniczej we Wrocławiu. W 1989 obronił pracę doktorską. 22 listopada 2005 habilitował się na podstawie pracy zatytułowanej Badania nad wybranymi odmianami livexów i ich stanem mikrobiologicznym.
Jest profesorem uczelni w Katedrze Higieny Żywności i Ochrony Zdrowia Konsumenta na Wydziale Medycyny Weterynaryjnej Uniwersytetu Przyrodniczego we Wrocławiu.

## Wyróżnienia
- 1988: Złoty Medal na Międzynarodowych Targach Rolno-Spożywczych Polagra-88[1]
- 2002: Nagroda Ministra Edukacji Narodowej i Sportu[1]
- Złoty Medal na wystawie Agrokomlex-88[1]
- Nagrody Rektora Akademii Rolniczej we Wrocławiu (czterokrotnie)[1]